# 绿背山雀
绿背山雀（學名Parus monticolus），也叫青背山雀，是一種棲息於中高海拔山區的雀鳥。

## 生态环境
绿背山雀喜成群活动，见于海拔在1000米－4000米的中高山区，他们常活动于这个海拔的森林或林缘生境中。以苔蘚、枯葉、樹皮纖維及羽毛為建造巢穴的材料。

## 分布地域
绿背山雀系东洋界鸟种，分布于亚洲东南部，在巴基斯坦、印度、尼泊尔等南亚国家沿喜马拉雅山南麓有本物种分布，缅甸北部亦有分布；在中国西南诸省，西藏南部、雲南、貴州、四川各省可见，其在中国的分布北限可达陕西、甘肃南部的秦岭一线，分布东限达长江中游的湖北省，在台湾亦有本物种分布。

## 特征
绿背山雀为体形较大之山雀科鸟类，其体长约为13－14厘米，与大山雀相当，体态亦与大山雀頗为神似，所不同者在于其体羽颜色的分布。绿背山雀雄雌同形同色，成鸟自额部砌经头顶直至颈侧以及颌部皆以黑色为底色；脸部以及耳羽具大块卵圆形白色斑块，枕部亦具三角形白色斑块，肩部和上背部为略沾灰色的黄绿色，在肩部绿色区域与颈部黑色区域交界处有一条细的亮黄色环带；下背至腰部则为略沾黄绿色的灰色，上体自前向后颜色逐渐转灰，过渡平缓；尾上覆羽黑色；尾羽黑色带辉蓝色金属光泽，外侧尾羽外翈白色；双翅的翅上覆羽与肩羽颜色近似，中覆羽和大覆羽黑色端部为略沾绿色的白色，在翅上形成两道白色翅斑，这两道翅斑是区分本物种和大山雀绿背亚种的一个重要特征，后者背部颜色与绿背山雀颇为接近，但与大山雀各个亚种一样，仅仅具有一道翅斑；飞羽黑色，羽缘色略浅；下体自喉部开始直至尾下覆羽有一条纵贯整个下体的黑色条带；胸部、上腹部和两胁的其他部分体羽则为明黄色，下腹部的颜色则由明黄逐渐转浅，尾下覆羽黑色。虹膜褐色；喙黑色足亦为黑色。鳴叫時發出「嘖吱、嘖吱」的聲音。

## 食物
与其他山雀科鸟类一样，绿背山雀亦为典型的食虫鸟类，构成其食谱的主要是各色昆虫。

## 繁殖与保护
繁殖不详，尚不可人工繁殖。
本物种未被列入保护动物目录，其在中国的分布地域虽然非常广泛，但并非优势种，属于稀有种，本物种还受到非法鸟类贸易的威胁。

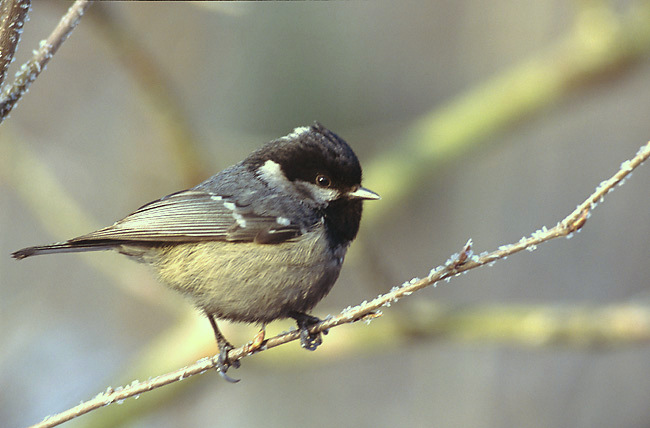
绿背山雀

## 绿背山雀与非法鸟类贸易
与大山雀一样，绿背山雀亦受到非法鸟类贸易的威胁，但由于其本身种群数量和分布地域的限制，在市场上通常不常看到他们的身影，即便出现，也常常被作为外形怪异的“河南黑子”（意即产自中国南方的大山雀，所谓河南系虚指的地名，“黑子”是大山雀的俗名）出售，这种非法贸易对野生绿背山雀的种群构成了一定的威胁。